# Bataan
För andra betydelser, se Bataan (olika betydelser).

Provinsen Bataans placering på en karta över Filippinerna.

Bataan är en provins i Filippinerna, belägen på ön Luzon. Bataan ligger väst om huvudstaden Manila i regionen Central Luzon. Provinshuvudstaden är Balanga. Norr om Bataan ligger provinsen Zambales och Pampanga. I övrigt gränsas Bataan av Manilabukten och Sydkinesiska havet. Totalt har provinsen 629 100 invånare (2006) på en area av 1 373 km². De två största språken i provinsen är tagalog och kapampangan.
Större städer och orter är Balanga, Dinalupihan och Mariveles.
Bataan är mest känd för Dödsmarschen från Bataan som ägde rum på Baatanhalvön under andra världskriget och att Filippinernas enda kärnkraftverk, Bataan kärnkraftverk (dock ej i drift) är beläget i provinsen.

## Politisk indelning
Bataan är indelat i 1 stad samt 11 kommuner.

### Stad
- Balanga

### Kommuner
| - Abucay - Bagac - Dinalupihan - Hermosa - Limay - Mariveles | - Morong - Orani - Orion - Pilar - Samal |